# Bariumacetat
Bariumacetat, ättiksyrad baryt, är ett färglöst salt, som erhålls genom neutralisering av bariumsulfid eller bariumkarbonat med ättiksyra. Ämnet är mycket lättlösligt i vatten, reagerar alkaliskt och används för tillverkning av betningsmedel för färgerier och tygtryckerier.